# Détroit de Le Maire
Pour les articles homonymes, voir Le Maire.
Le détroit de Le Maire (en espagnol : estrecho de Le Maire) est un bras de mer de 16 milles marins (29,6 km) de large qui sépare l'île des États de la pointe orientale de la Terre de Feu argentine, la péninsule Mitre.
Il est signalé au sud par le phare Buen Suceso situé sur la péninsule et par le phare Le Maire sur le cap Crossley de l'Île des États. Au nord, le phare San Diego n'est plus en fonctionnement. Les militaires de la petite caserne de la Marine argentine située dans la baie Buen Suceso assurent la surveillance et la sécurité du trafic maritime du détroit.

## Histoire
Ce détroit est découvert durant les journées du 24 et 25 janvier 1616 par Jacob Le Maire, qui lui donna son nom en l'honneur de son père Issac, et Willem Schouten, au cours de leur voyage qui visait à trouver une voie de passage entre l'océan Atlantique et l'océan Pacifique, et qui aboutit à la découverte du cap Horn quelques jours plus tard. Ils deviennent alors les premiers Européens à relier l'Atlantique et le Pacifique au large des côtes.
Avant que le canal de Panama ne soit percé, ce détroit fut très emprunté par les voiliers et navires du commerce maritime international vers ou depuis le passage du cap Horn. Cette route maritime qui évite de passer à l'est de l'Île des États reste une navigation difficile en raison de son étroitesse, de forts courants marins, de présence importante de kelp et surtout d'un vent violent de Patagonie, le williwaw. C'est pourquoi on y recense un très grand nombre de naufrages. Il est emprunté aujourd'hui par les bateaux de pêche, les navires marchands locaux, les navires charters, les gros pétroliers (trop larges pour le canal de Panama), par de rares voiliers privés et par les voiliers de courses autour du monde.

## Galerie

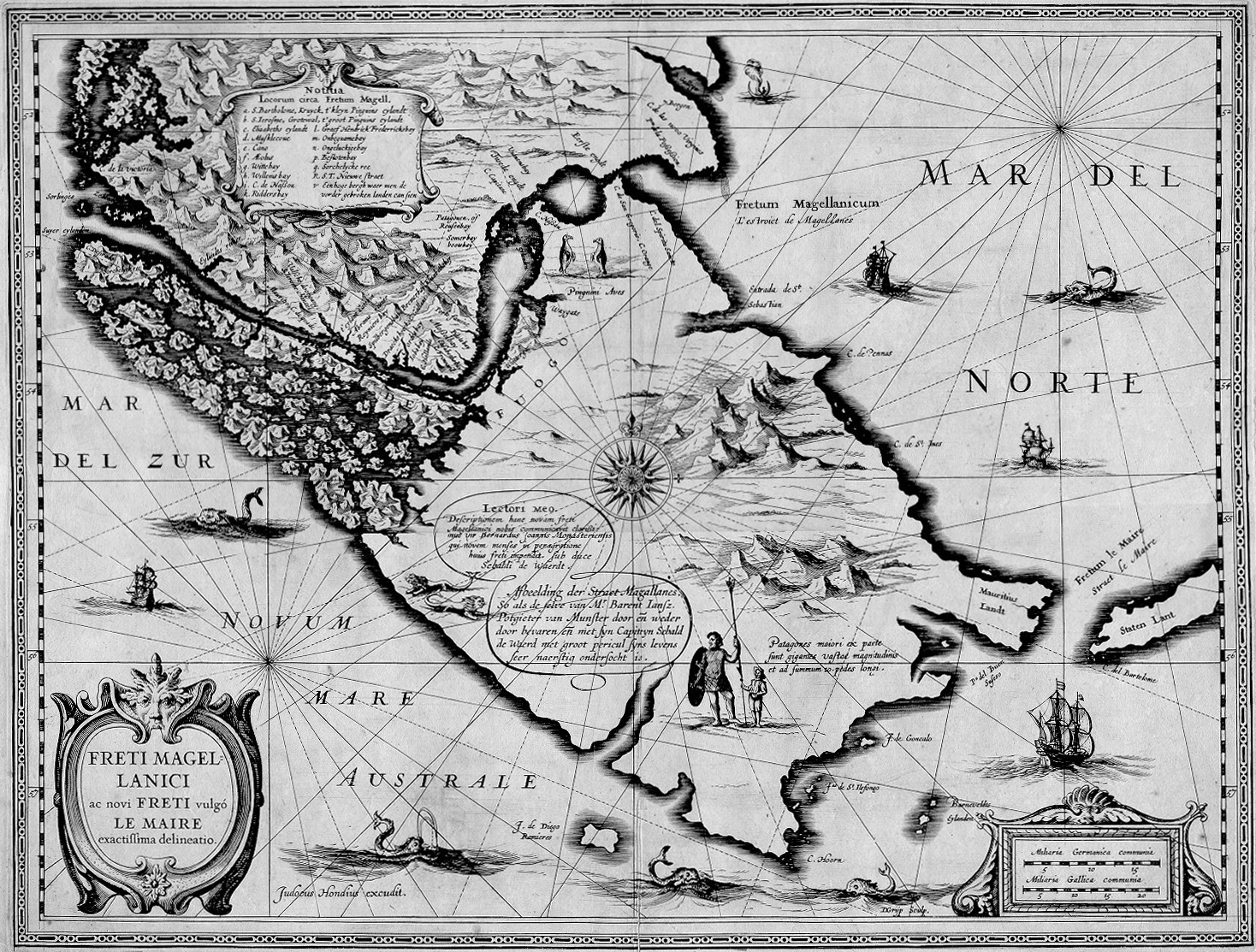
Carte de 1628 avec le détroit de Le Maire à droite (Fretum Le Maire / Strait Le Maire)
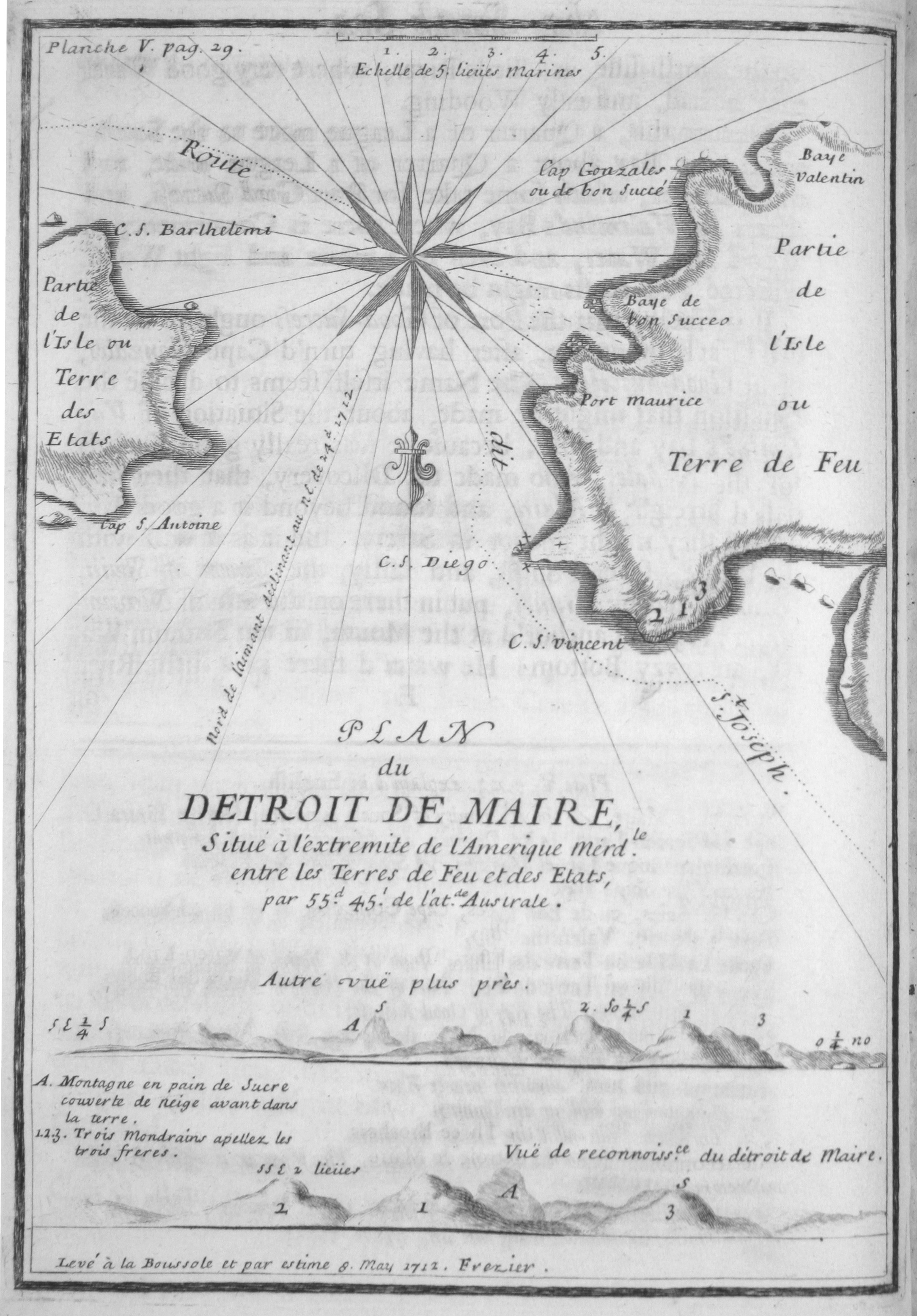
Carte du détroit par Amédée Frézier en 1717
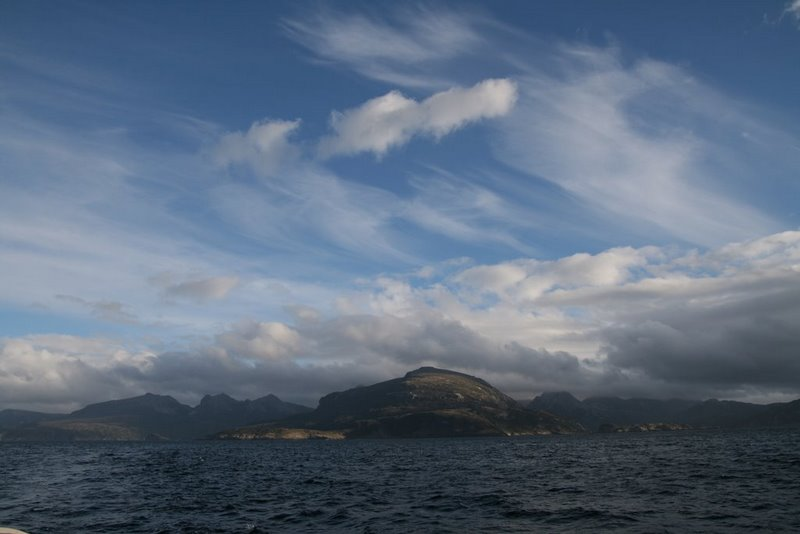
L'île des États vue du détroit
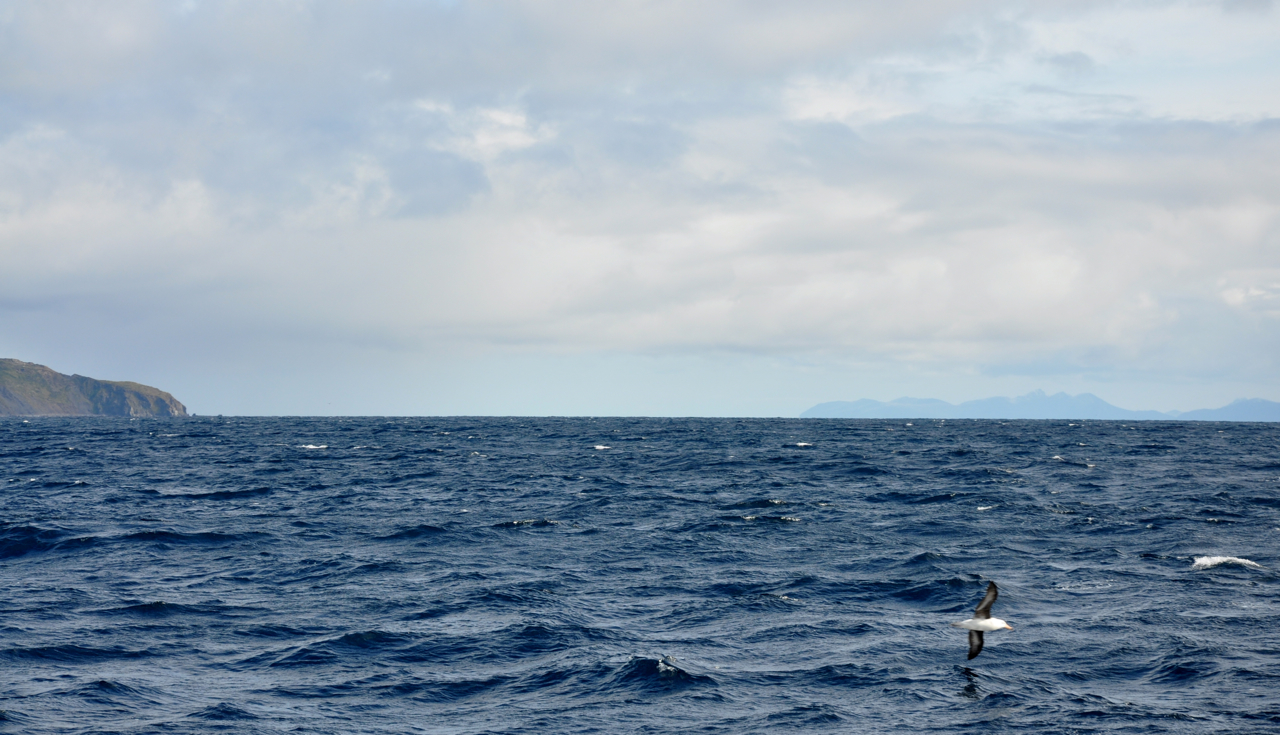
Détroit de Le Maire (Péninsule Mitre en Terre de Feu à droite, île des États à gauche)